# Elena Curtoni
Elena Curtoni (Morbegno, 3 febbraio 1991) è una sciatrice alpina italiana.

## Biografia

### Stagioni 2007-2012
Originaria di Regoledo di Cosio Valtellino, è sorella di Irene, a sua volta della nazionale italiana; attiva in gare FIS dal dicembre del 2006, l'atleta valtellinese ha esordito in Coppa Europa il 16 febbraio 2007 a Sella Nevea in supergigante (40ª). Durante la stagione 2008-2009 è riuscita ad andare abbastanza regolarmente a punti nel circuito continentale e in marzo è arrivato il primo importante risultato della carriera. Ai Mondiali juniores di Garmisch-Partenkirchen ha conquistato la medaglia di bronzo nella speciale classifica di combinata (ottenuta sommando i tempi delle gare di discesa, gigante e slalom) alle spalle di Federica Brignone e Karin Hackl.
Il 14 novembre 2009 ha esordito in Coppa del Mondo a Levi nel primo slalom della stagione. In gennaio inoltre ha ottenuto la prima vittoria e i primi podi in Coppa Europa Il 5 febbraio 2011 ha vinto l'oro ai Mondiali juniores di Crans-Montana in supergigante. Quattro giorni dopo ha partecipato anche alla rassegna iridata maggiore, ospitata da Garmisch-Partenkirchen, classificandosi sesta nella stessa specialità. Al termine della stagione la Curtoni si è laureata campionessa italiana di supercombinata a Pila.

### Stagioni 2013-2025
Due anni dopo ha conquistato il titolo nazionale di gigante. Sempre nel 2013 ha preso parte ai Mondiali di Schladming, classificandosi 18ª nel supergigante e 13ª nella supercombinata. Ai Mondiali di Vail/Beaver Creek 2015 è stata 10ª nel supergigante e non ha concluso la combinata, mentre nella stagione successiva, il 16 marzo 2016 a Sankt Moritz, ha ottenuto in discesa libera il suo primo podio in Coppa del Mondo (3ª).
Ai Mondiali di Sankt Moritz 2017 si è classificata 5ª nel supergigante e non ha completato la combinata; tre anni dopo, il 25 gennaio 2020, ha ottenuto a Bansko in discesa libera la prima vittoria in Coppa del Mondo, precedendo le connazionali Marta Bassino e Federica Brignone. Ai Mondiali di Cortina d'Ampezzo 2021 si è piazzata 8ª nella discesa libera, 18ª nel supergigante, 4ª nella combinata e non ha completato lo slalom gigante; l'anno dopo ai XXIV Giochi olimpici invernali di Pechino 2022, suo esordio olimpico, si è classificata 5ª nella discesa libera, 10ª nel supergigante, 20ª nello slalom gigante e non ha completato la combinata e in quella stagione 2021-2022 è stata 2ª nella classifica della Coppa del Mondo di supergigante, superata dalla Brignone di 116 punti. L'anno dopo ai Mondiali di Courchevel/Méribel 2023 si è piazzata 13ª nella discesa libera, 15ª nel supergigante e 9ª nella combinata; a quelli di Saalbach-Hinterglemm 2025 è stata 9ª nel supergigante e 14ª nella combinata a squadre.

## Palmarès

### Mondiali juniores
- 2 medaglie:
  - 1 oro (supergigante a Crans-Montana 2011)
  - 1 bronzo (combinata a Garmisch-Partenkirchen 2009)

### Coppa del Mondo
- Miglior piazzamento in classifica generale: 9ª nel 2023
- 12 podi (5 in discesa libera, 7 in supergigante):
  - 3 vittorie (2 in discesa libera, 1 in supergigante)
  - 4 secondi posti (in supergigante)
  - 5 terzi posti (3 in discesa libera, 2 in supergigante)

#### Coppa del Mondo - vittorie
| Data             | Località          | Paese    | Specialità |
| ---------------- | ----------------- | -------- | ---------- |
| 25 gennaio 2020  | Bansko            | Bulgaria | DH         |
| 23 gennaio 2022  | Cortina d'Ampezzo | Italia   | SG         |
| 16 dicembre 2022 | Sankt Moritz      | Svizzera | DH         |

Legenda:

DH = discesa libera

SG = supergigante

#### Coppa del Mondo - gare a squadre
- 1 podio:
  - 1 terzo posto

### Coppa Europa
- Miglior piazzamento in classifica generale: 3ª nel 2010
- Vincitrice della classifica di combinata nel 2010
- 7 podi:
  - 1 vittoria
  - 4 secondi posti
  - 2 terzi posti

#### Coppa Europa - vittorie
| Data            | Località  | Paese  | Specialità |
| --------------- | --------- | ------ | ---------- |
| 11 gennaio 2010 | Caspoggio | Italia | SC         |

Legenda:

SC = supercombinata

### South American Cup
- Miglior piazzamento in classifica generale: 11ª nel 2008
- 1 podio:
  - 1 terzo posto

### Campionati italiani
- 8 medaglie[2]:
  - 2 ori (supercombinata nel 2011; slalom gigante nel 2013)
  - 5 argenti (supergigante nel 2016; supergigante, combinata nel 2021; supergigante nel 2023; supergigante nel 2025)
  - 1 bronzo (supergigante nel 2014)